# 坂口康蔵
坂口 康蔵（さかぐち こうぞう、1885年（明治18年）12月2日 - 1961年（昭和36年）7月28日）は、日本の医師・内科医学者・政治家。東京帝国大学教授や貴族院勅選議員を務めた。

## 経歴
東京府出身。1910年（明治43年）、東京帝国大学医科大学を卒業し、附属病院副手、伝染病研究所技手、東京帝国大学助手を経て、1919年（大正8年）に東京帝国大学講師となった。同年、医学博士号を受ける。1926年（大正15年）より欧米に留学し、1928年（昭和2年）に帰国したのち、東京帝国大学助教授、東京警察病院院長となった。その後、同大学教授、同医学部附属病院院長、同医学部長となり、1946年に定年退官した。1946年から1956年まで厚生技官となり、国立東京第一病院院長、国立東京第一病院附属高等看護学院長を務めた。その他、東京帝国大学評議員、日本医師会理事、を務めた。
1946年（昭和21年）12月12日に貴族院議員に勅選され、同和会に所属し1947年（昭和22年）5月2日の貴族院廃止まで在任した。

## 著書
- 『糖尿病治療法』（吐鳳堂書店、1919年）
- 『糖尿病講話』（近世医学社出版部、1922年）
- 『「ヴィタミン」ト疾病』（克誠堂書店、1924年）
- 『インシュリン』（金原商店、1926年）

## 親族
- 添田寿一 - 妻の父[1]。大蔵次官。台湾銀行頭取。日本興業銀行総裁。鉄道院総裁。貴族院議員。
- 岩崎輝弥 - 三女の義父[5]。三菱財閥の2代目総帥・岩崎弥之助の三男。輝弥の長男・毅太郎は坂口の三女・八重子と結婚し坂口家は岩崎家と姻戚関係を持った[5]。